# 1177-es busz
Az 1177-es jelzésű autóbuszvonal távolsági autóbuszjárat Budapest és Barcs között, Nagyatád érintésével, melyet a Volánbusz Zrt. lát el.

## Közlekedése
Három járatpár szállítja az utasokat. Naponta egy járatpár Budapest és Barcs között, egy járatpár Budapest és Nagyatád között közlekedik. Budapest és Nagyatád között egy járat a hetek utolsó iskolai előadási napján, Barcs és Budapest között egy járat a hetek első munkanapját megelőző napokon szállítja az utasokat.

## Megállóhelyei
| 1177 (Budapest – Siófok – Marcali – Nagyatád – Barcs) | 1177 (Budapest – Siófok – Marcali – Nagyatád – Barcs) | 1177 (Budapest – Siófok – Marcali – Nagyatád – Barcs) | 1177 (Budapest – Siófok – Marcali – Nagyatád – Barcs) | 1177 (Budapest – Siófok – Marcali – Nagyatád – Barcs) | 1177 (Budapest – Siófok – Marcali – Nagyatád – Barcs) | 1177 (Budapest – Siófok – Marcali – Nagyatád – Barcs) | 1177 (Budapest – Siófok – Marcali – Nagyatád – Barcs) |
| sz.                                                   | sz.                                                   | sz.                                                   | Megállóhely                                           | sz.                                                   | sz.                                                   | sz.                                                   | Átszállási kapcsolatok |
| ----------------------------------------------------- | ----------------------------------------------------- | ----------------------------------------------------- | ----------------------------------------------------- | ----------------------------------------------------- | ----------------------------------------------------- | ----------------------------------------------------- | --- |
| 0                                                     | 0                                                     | 0                                                     | Budapest, Népliget autóbusz-pályaudvar végállomás     | 33                                                    | 16                                                    | 34                                                    | 1, 1A 83 254E 901, 914, 914A, 918, 950, 950A 607, 608, 626, 627, 628, 629, 630, 631, 632, 633, 635, 636, 650, 653, 654, 655, 656, 657, 659, 660, 661, 679, 705 1080, 1081, 1085, 1087, 1090, 1092, 1094, 1110, 1111, 1113, 1115, 1120, 1121, 1125, 1131, 1134, 1136, 1172, 1173, 1174, 1175, 1176, 1183, 1184, 1185, 1188, 1189, 1193, 1194, 1205, 1212, 1215, 1216, 1229, 1251, 1253, 1254, 1257, 1268 |
| 1                                                     | 1                                                     | 1                                                     | Budapest, Petőfi híd, budai hídfő                     | 32                                                    | 15                                                    | 33                                                    | 4, 6 153, 154, 212, 212A, 212B 918 1172, 1173, 1174, 1175, 1176, 1183, 1184, 1185, 1188, 1189, 1193, 1194, 1205, 1212, 1215, 1216, 1229, 1251, 1253, 1254, 1257 |
| 2                                                     | 2                                                     | 2                                                     | Budapest, Újbuda-központ                              | 31                                                    | 14                                                    | 32                                                    | 4, 6, 17, 41, 47, 48, 56, 61 33, 58, 150, 150B, 153, 154, 212, 212A, 212B 973, 973A 1172, 1173, 1174, 1175, 1176, 1183, 1184, 1185, 1188, 1189, 1193, 1194, 1205, 1212, 1215, 1216, 1229, 1251, 1253, 1254, 1257 |
| 3                                                     | 3                                                     | 3                                                     | Budapest, Sasadi út                                   | 30                                                    | 13                                                    | 31                                                    | 8E, 40, 40B, 40E, 53, 87, 87A, 88, 88A, 108E, 139, 140, 140A, 150, 150B, 153, 154, 172, 173, 187, 188, 188E, 240, 272 908, 940, 941, 972 731, 760, 764 1187 1172, 1173, 1174, 1175, 1176, 1183, 1184, 1185, 1188, 1189, 1193, 1194, 1205, 1212, 1215, 1216, 1229, 1251, 1253, 1254, 1257 |
| 4                                                     | ∫                                                     | ∫                                                     | Siófok, autóbusz-állomás                              | ∫                                                     | ∫                                                     | 30                                                    | 1, 2, 2A, 3, 4, 5, 6, 7, 8, 14, 14A, 18, 24, N2, N5 1172, 1174, 1302, 1402, 1499, 1506, 1512, 1528, 1563, 1564, 1592, 1593, 1708, 1740, 1742, 1804, 1842 5358, 5439, 5458, 5578, 5608, 5626, 5906, 5916, 5917, 6008, 6010, 6011, 6015, 6016, 6018, 6030, 6035, 6038, 6040, 6041, 6042, 6043, 6051, 6053, 6101, 7324, 7325, 8228, 8274, 8325, 8326 S30, személyvonat, sebesvonat, InterRégió, Déli<-parti InterRégió, Déli->parti InterRégió, Esti Csók InterRégió, Vitorlás InterRégió, Panoráma expresszvonat, Jégmadár expresszvonat, Aranypart expresszvonat, Ezüstpart expresszvonat, Aranyhíd expresszvonat, Napfürdő expresszvonat, Balaton InterCity, Tópart InterCity, Agram-Tópart nemzetközi InterCity, Adria nemzetközi InterCity |
| 5                                                     | ∫                                                     | ∫                                                     | Zamárdi, vasúti megállóhely                           | ∫                                                     | ∫                                                     | 29                                                    | 1174, 1402, 1499, 1506, 1528, 1592, 1593, 1708, 1742, 1842 5906, 5916, 6016, 6030, 6035, 6038, 6040, 6041, 6042, 6043, 6051, 6053, 6101 személyvonat, InterRégió, Déli<-parti InterRégió, Déli->parti InterRégió, Vitorlás InterRégió, Jégmadár expresszvonat, Aranypart expresszvonat, Ezüstpart expresszvonat, Aranyhíd expresszvonat, Napfürdő expresszvonat, Balaton InterCity, Tópart InterCity, Agram-Tópart nemzetközi InterCity |
| 6                                                     | ∫                                                     | ∫                                                     | Balatonföldvár, szántódi elágazás                     | ∫                                                     | ∫                                                     | 28                                                    | 1174, 1402, 1499, 1506, 1528, 1592, 1593, 1742, 1842 5906, 5916, 6030, 6035, 6038, 6040, 6041, 6042, 6043, 6051, 6101 |
| 7                                                     | ∫                                                     | ∫                                                     | Balatonföldvár, Központi Autóbusz-váróterem           | ∫                                                     | ∫                                                     | 27                                                    | 1174, 1402, 1499, 1506, 1528, 1592, 1593, 1742, 1842 5906, 5916, 6030, 6035, 6038, 6040, 6041, 6042, 6043, 6051, 6072, 6101 |
| 8                                                     | ∫                                                     | ∫                                                     | Balatonszárszó, községháza                            | ∫                                                     | ∫                                                     | 26                                                    | 1402, 1499, 1506, 1528, 1592, 1742, 1842 5906, 6038, 6040, 6041, 6042, 6043, 6051, 6101 |
| 9                                                     | ∫                                                     | ∫                                                     | Balatonőszöd, 7. sz. út                               | ∫                                                     | ∫                                                     | 25                                                    | 1402, 1499, 1506, 1528, 1592, 1742, 1842 5906, 6040, 6041, 6042, 6043, 6101 |
| 10                                                    | ∫                                                     | ∫                                                     | Balatonszemes, községháza                             | ∫                                                     | ∫                                                     | 24                                                    | 1402, 1499, 1506, 1528, 1592, 1742, 1842 5906, 6040, 6041, 6042, 6043, 6101 |
| 11                                                    | ∫                                                     | ∫                                                     | Balatonlelle, vasúti megállóhely                      | ∫                                                     | ∫                                                     | 23                                                    | 1402, 1499, 1506, 1528, 1578, 1579, 1592, 1665, 1673, 1742, 1842 5905, 5906, 6040, 6041, 6042, 6043, 6071, 6101, 6195 személyvonat, sebesvonat, InterRégió, Déli<-parti InterRégió, Déli->parti InterRégió, Esti Csók InterRégió, Vitorlás InterRégió, Jégmadár expresszvonat, Aranypart expresszvonat, Ezüstpart expresszvonat, Aranyhíd expresszvonat, Napfürdő expresszvonat, Balaton InterCity, Tópart InterCity, Agram-Tópart nemzetközi InterCity |
| 12                                                    | ∫                                                     | ∫                                                     | Balatonboglár, posta                                  | ∫                                                     | ∫                                                     | 22                                                    | 5988, 6101, 6175, 6176, 6195 |
| 13                                                    | 4                                                     | ∫                                                     | Balatonboglár, Szőlőskislak                           | 29                                                    | ∫                                                     | 21                                                    | 5988, 6101, 6175, 6176 |
| 14                                                    | 5                                                     | ∫                                                     | Szőlősgyörök, gyugyi elágazás                         | 28                                                    | ∫                                                     | 20                                                    | 5988, 6101, 6175, 6176 |
| 15                                                    | 6                                                     | ∫                                                     | Lengyeltóti, városháza                                | 27                                                    | ∫                                                     | 19                                                    | 5987, 5988, 6101, 6175, 6176, 6196 |
| 16                                                    | 7                                                     | ∫                                                     | Öreglak, posta                                        | 26                                                    | ∫                                                     | 18                                                    | 1569, 1673 5986, 5988, 6101, 6176, 6179 |
| 17                                                    | 8                                                     | ∫                                                     | Pusztakovácsi, Szetseytanya                           | 25                                                    | ∫                                                     | 17                                                    | 5984, 5986, 6101, 6170, 6176, 6179 |
| 18                                                    | ∫                                                     | ∫                                                     | Nikla, Hódoshát                                       | ∫                                                     | ∫                                                     | 16                                                    | 5984, 5986, 6101, 6170, 6176, 6179 |
| 19                                                    | 9                                                     | ∫                                                     | Nikla, táskai elágazás                                | 24                                                    | ∫                                                     | 15                                                    | 1569, 1673 5690, 5984, 5986, 6101, 6170, 6175, 6176, 6179, 6196 |
| 20                                                    | 10                                                    | ∫                                                     | Csömend, autóbusz-váróterem                           | 23                                                    | ∫                                                     | 14                                                    | 1569 5690, 5984, 5986, 6101, 6170, 6175, 6176, 6179 |
| 21                                                    | 11                                                    | ∫                                                     | Marcali (Boronka), autóbusz-váróterem                 | 22                                                    | ∫                                                     | 13                                                    | 1569 5984, 5986, 6101, 6170, 6175, 6176, 6179 |
| 22                                                    | 12                                                    | 4                                                     | Marcali, autóbusz-állomás                             | 21                                                    | 12                                                    | 12                                                    | 1569, 1673, 1725 5690, 5976, 5984, 5986, 6042, 6081, 6101, 6103, 6160, 6161, 6162, 6163, 6166, 6170, 6175, 6176, 6179, 6180, 6184, 6185, 6186, 6188, 6190 |
| 23                                                    | 13                                                    | ∫                                                     | Marcali, Széchenyi utca                               | 20                                                    | ∫                                                     | 11                                                    | 5976, 6081, 6101, 6103, 6161, 6170, 6175, 6176, 6180, 6184, 6185, 6186, 6188, 6190 |
| 24                                                    | 14                                                    | ∫                                                     | Marcali (Bize), posta                                 | 19                                                    | ∫                                                     | 10                                                    | 5976, 6081, 6101, 6103, 6180 |
| 25                                                    | 15                                                    | ∫                                                     | Kelevíz, gadányi elágazás                             | 18                                                    | 11                                                    | 9                                                     | 5976, 6081, 6101, 6103, 6180 |
| 26                                                    | 16                                                    | 5                                                     | Mesztegnyő, iskola                                    | 17                                                    | 10                                                    | 8                                                     | 5976, 6081, 6101, 6103, 6180 |
| 27                                                    | 17                                                    | ∫                                                     | Szenyér, alsó                                         | 16                                                    | ∫                                                     | 7                                                     | 5976, 6081, 6101, 6103, 6180 |
| 28                                                    | 18                                                    | ∫                                                     | Nemeskisfalud, bejárati út                            | ∫                                                     | ∫                                                     | 6                                                     | 5974, 5976, 6081, 6101, 6103, 6180, 6185 |
| 29                                                    | 19                                                    | 6                                                     | Böhönye, központi autóbusz-váróterem                  | 15                                                    | 9                                                     | 5                                                     | 1503, 1562, 1641, 1668 5970, 5972, 5974, 5976, 6081, 6100, 6101, 6103, 6130, 6180, 6185, 6429 |
| 30                                                    | 20                                                    | ∫                                                     | Böhönye, lászlómajori elágazás                        | 14                                                    | ∫                                                     | 4                                                     | 6081, 6100, 6101, 6103 |
| 31                                                    | 21                                                    | ∫                                                     | Segesd, szociális otthon                              | 13                                                    | 8                                                     | 3                                                     | 1562 6081, 6100, 6101, 6103, 6104 |
| 32                                                    | 22                                                    | ∫                                                     | Ötvöskónyi, községháza                                | 12                                                    | 7                                                     | 2                                                     | 6081, 6100, 6101, 6102, 6103 |
| 33                                                    | 23                                                    | ∫                                                     | Nagyatád, kápolna                                     | 11                                                    | ∫                                                     | 1                                                     | 6081, 6100, 6101, 6102, 6103 |
| 34                                                    | 24                                                    | 7                                                     | Nagyatád, autóbusz-állomás végállomás                 | 10                                                    | 6                                                     | 0                                                     | 1, 4, 5 1562, 1641 5686, 5688, 5966, 6041, 6081, 6100, 6101, 6102, 6103, 6104, 6115, 6116, 6117, 6119, 6120, 6122 |
|                                                       | 25                                                    |                                                       | Nagyatád (Henész), bejárati út                        | 9                                                     | ∫                                                     |                                                       | 1 5688, 5966, 6041, 6081, 6115, 6116 |
|                                                       | 26                                                    |                                                       | Lábod, templom                                        | 8                                                     | 5                                                     |                                                       | 5688, 5966, 6041, 6081, 6115, 6116 |
|                                                       | 27                                                    |                                                       | Görgeteg, kuntelepi elágazás                          | 7                                                     | 4                                                     |                                                       | 5688, 5966, 6041, 6081, 6115 |
|                                                       | 28                                                    |                                                       | Csokonyavisonta, fürdő bejárati út                    | 6                                                     | ∫                                                     |                                                       | 5688, 5966, 6041, 6081, 6115 |
|                                                       | 29                                                    |                                                       | Csokonyavisonta, felső                                | 5                                                     | ∫                                                     |                                                       | 5688, 5966, 6041, 6081, 6115 |
|                                                       | 30                                                    |                                                       | Csokonyavisonta, községháza                           | 4                                                     | 3                                                     |                                                       | 5688, 5966, 6041, 6081, 6115 |
|                                                       | 31                                                    |                                                       | Csokonyavisonta, alsó                                 | 3                                                     | ∫                                                     |                                                       | 5688, 5966, 6041, 6081, 6115 |
|                                                       | 32                                                    |                                                       | Barcs (Somogytarnóca), autóbusz-váróterem             | 2                                                     | 2                                                     |                                                       | 5688, 5966, 6041, 6081, 6115 |
|                                                       | 33                                                    |                                                       | Barcs, Béke utca                                      | 1                                                     | 1                                                     |                                                       | 5687, 5688, 5964, 5966, 6011, 6041, 6081, 6085, 6088, 6091, 6092, 6096, 6115 |
|                                                       | 34                                                    |                                                       | Barcs, vasútállomás végállomás                        | 0                                                     | 0                                                     |                                                       | 5688, 5964, 5966, 6011, 6041, 6081, 6085, 6088, 6091, 6092, 6096, 6115 személyvonat, Pannónia InterRégió |